# Werner Best (Politiker, 1927)
Werner Best (* 7. Juni 1927 in Waldgirmes; † 10. Januar 1993 ebenda) war ein deutscher Politiker (SPD), hessischer Staatsminister und Abgeordneter des Hessischen Landtags.

## Leben
Werner Best beantragte am 10. Februar 1944 die Aufnahme in die NSDAP und wurde zum 20. April desselben Jahres aufgenommen (Mitgliedsnummer 10.102.595).

### Ausbildung und Beruf
Nach dem Besuch der Oberschule wurde Best 1944 zum Militär eingezogen und legte nach der Rückkehr aus der Kriegsgefangenschaft das Abitur ab. Er studierte Rechtswissenschaften und schloss das Studium 1954 mit dem zweiten Staatsexamen und 1956 mit der Promotion zum Dr. der Wirtschaftswissenschaften ab. Seit 1957 arbeitete er als Anwalt in Wetzlar.

### Politik
Werner Best war Mitglied der SPD und war dort Mitglied in Kreisvorstand Wetzlar.
Kommunalpolitisch war Best als Gemeindevertreter in Waldgirmes und als Kreistagsabgeordneter von 1956 bis 1965 tätig. 1965 wurde Best zum Landrat im Kreis Wetzlar gewählt. Dieses Amt hatte er bis zu seiner Berufung als Hessischer Landwirtschaftsminister am 17. Dezember 1970 inne. Anfang 1972 wurde Werner Best von der Opposition mit dem Vorwurf konfrontiert, er habe bei privaten Grundstücksgeschäften von seinem Amt profitiert. Während Best diese Vorwürfe im Amt überstand, musste er am 8. Oktober 1973 wegen des Hanauer Giftmüllskandals um illegale Praktiken bei der Entsorgung von Sondermüll durch SPD-Mitglied Plaumann zurücktreten.
Vom 1. Dezember 1958 bis zum 30. November 1978 war Werner Best Mitglied des Hessischen Landtags. Vom 21. Oktober 1969 bis zum 8. Dezember 1970 war er Vorsitzender der SPD-Fraktion, vom 7. Dezember 1974 bis zum Ausscheiden aus dem Landtag stellvertretender Fraktionsvorsitzender.
In den Jahren 1959, 1964 und 1969 war Best Mitglied der Bundesversammlung.

### Sonstige Ämter
Seit 1984 war Best Landesvorsitzender des Bundes für Vogelschutz.